# Djurgårdens IF (piłka nożna)
Djurgårdens IF Fotboll (znany też jako Djurgården [wym. /ˈjʉːr.ˈɡoːɖɛn/; oficjalnie: Djurgårdens Idrottsförening, lub DIF) – szwedzki klub piłkarski z siedzibą w Sztokholmie (wyspa Djurgården), założony 12 marca 1891. Stadionem klubu jest Tele2 Arena, położony w dzielnicy Sztokholmu Johanneshov. Największymi rywalami klubu są AIK Fotboll i Hammarby IF.

## Historia
Djurgårdens IF został założony 12 marca 1891 w kawiarni przy Alberget 4A na wyspie Djurgården w Sztokholmie. Pierwsze boisko wybudowano w 1896, a wydział piłkarski Djurgårdens IF został utworzony w 1899 przy udziale byłego gracza GAIS Teodora Anderssona. Djurgårdens IF swój pierwszy mecz rozegrał w lipcu 1899, przegrywając 1:2 z AIK Fotboll.
W sezonie 2022/2023 Djurgårdens IF wygrał swoją grupę w Lidze Konferencji Europy UEFA (16 punktów w grupie z KAA Gent, Molde FK i Shamrock Rovers F.C.). W 1/8 finału Szwedzi odpadli z Lechem Poznań (0:2 i 0:3).

## Osiągnięcia
- Mistrzostwo Szwecji
  - Zdobywcy (12 razy): 1912, 1915, 1917, 1920, 1954/1955, 1959, 1964, 1966, 2002, 2003, 2005, 2019
  - 2. miejsce (5 razy): 1962, 1967, 1988, 2001, 2022
- Superettan
  - Zdobywcy (1 raz): 2000
- Dywizja 1.
  - Zdobywcy (3 razy): 1987, 1994, 1998
  - 2. miejsce (1 raz): 1997
- Svenska serien
  - 2. miejsce (1 raz): 1911/1912
- Puchar Szwecji
  - Zdobywcy (5 razy): 1989–1990, 2002, 2004, 2005, 2017–2018
  - 2. miejsce (4 razy): 1951, 1974–1975, 1988–1989, 2012–2013
- Svenska Mästerskapet
  - Zdobywcy (4 razy): 1912, 1915, 1917, 1920
  - 2. miejsce (7 razy): 1904, 1906, 1909, 1910, 1913, 1916, 1919
- Corinthian Bowl
  - Zdobywcy (1 raz): 1910
  - 2. miejsce (2 razy): 1908, 1911
- Rosenska Pokalen
  - 2. miejsce (1 raz): 1902
- Wicanderska Välgörenhetsskölden
  - Zdobywcy (4 razy): 1907, 1910, 1913, 1915
  - 2. miejsce (3 razy): 1908, 1914, 1916
- Nordic Cup
  - 2. miejsce (1 raz): 1959–1962

## Rekordy
- Wygrana: Allsvenskan: 9:1 z Hammarby IF (13 sierpnia 1990)
- Porażka: Allsvenskan: 1-11 z IFK Norrköping (14 października 1945)
- Najwyższa frekwencja (ogólnie): Råsunda: 48 894 z IFK Göteborg (11 października 1959)
- Najwyższa frekwencja (u siebie): Stadion Olimpijski w Sztokholmie: 21 995 z AIK Fotboll (16 sierpnia 1946)
- Najwięcej występów: Allsvenskan: 312, Sven Lindman (1965–1980)
- Najwięcej strzelonych goli: Allsvenskan: 70, Gösta 'Knivsta' Sandberg (1951–1966)

## Fani
Djurgårdens IF jest jednym z najbardziej wspieranych klubów w Szwecji, a większość jego kibiców mieszka w Sztokholmie i jego przedmieściach. Fanklub Djurgårdens IF został założony w 1981 roku pod nazwą Niebiescy Święci. Od 1997 roku nosi nazwę Järnkaminerna, czyli (Żelazne Piece). Najstarszą aktywną grupą ultras jest Ultra Caos Stockholm, która powstała w 2003 i jest pod dużym wpływem południowoeuropejskiej kultury kibiców.
Znanymi kibicami klubu są m.in.: muzyk Joakim Thåström, biznesmen Stefan Persson, astronauta Christer Fuglesang i król Szwecji Karol XVI Gustaw.

## Stadion

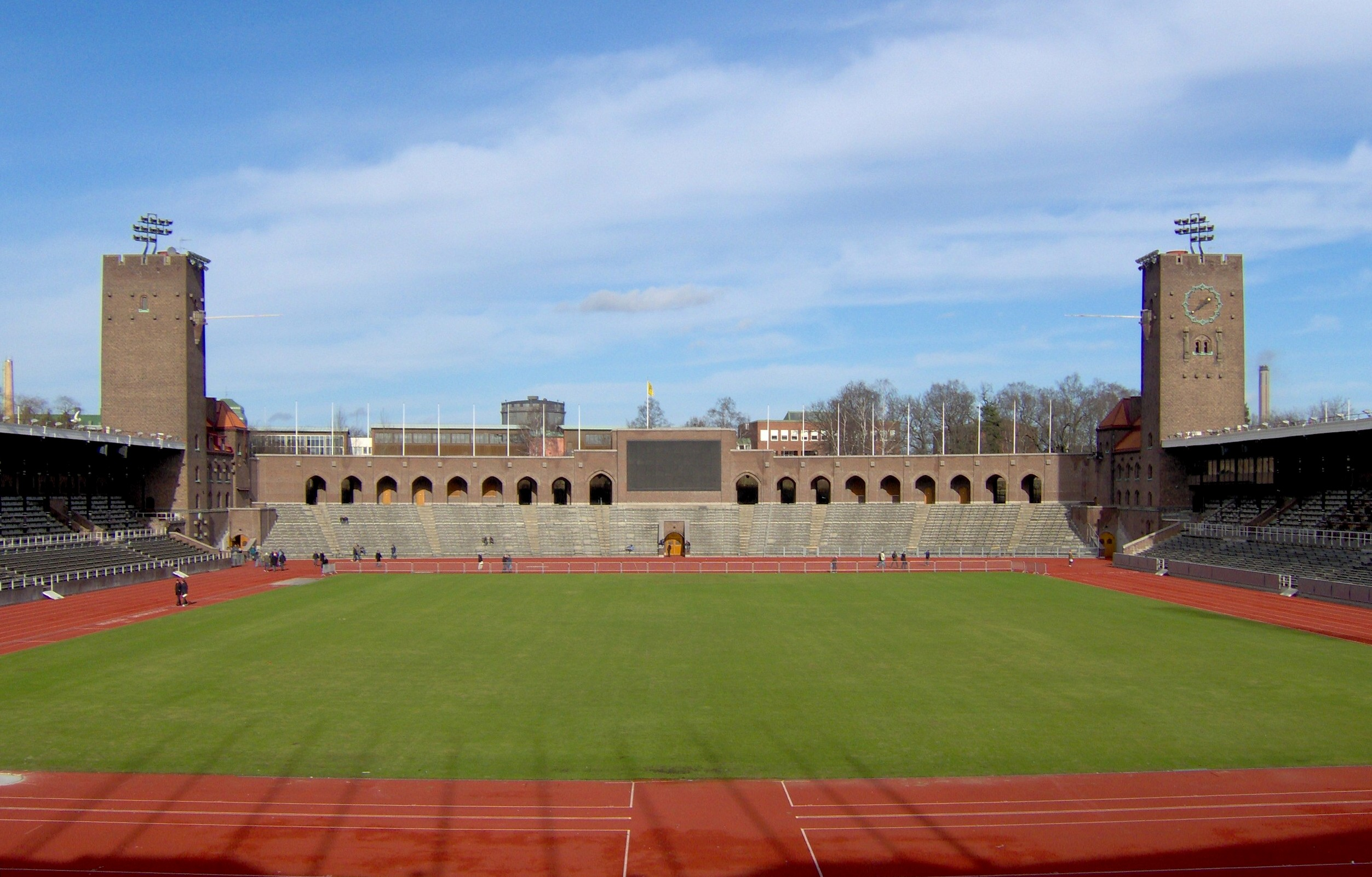
Stadion Olimpijski w Sztokholmie

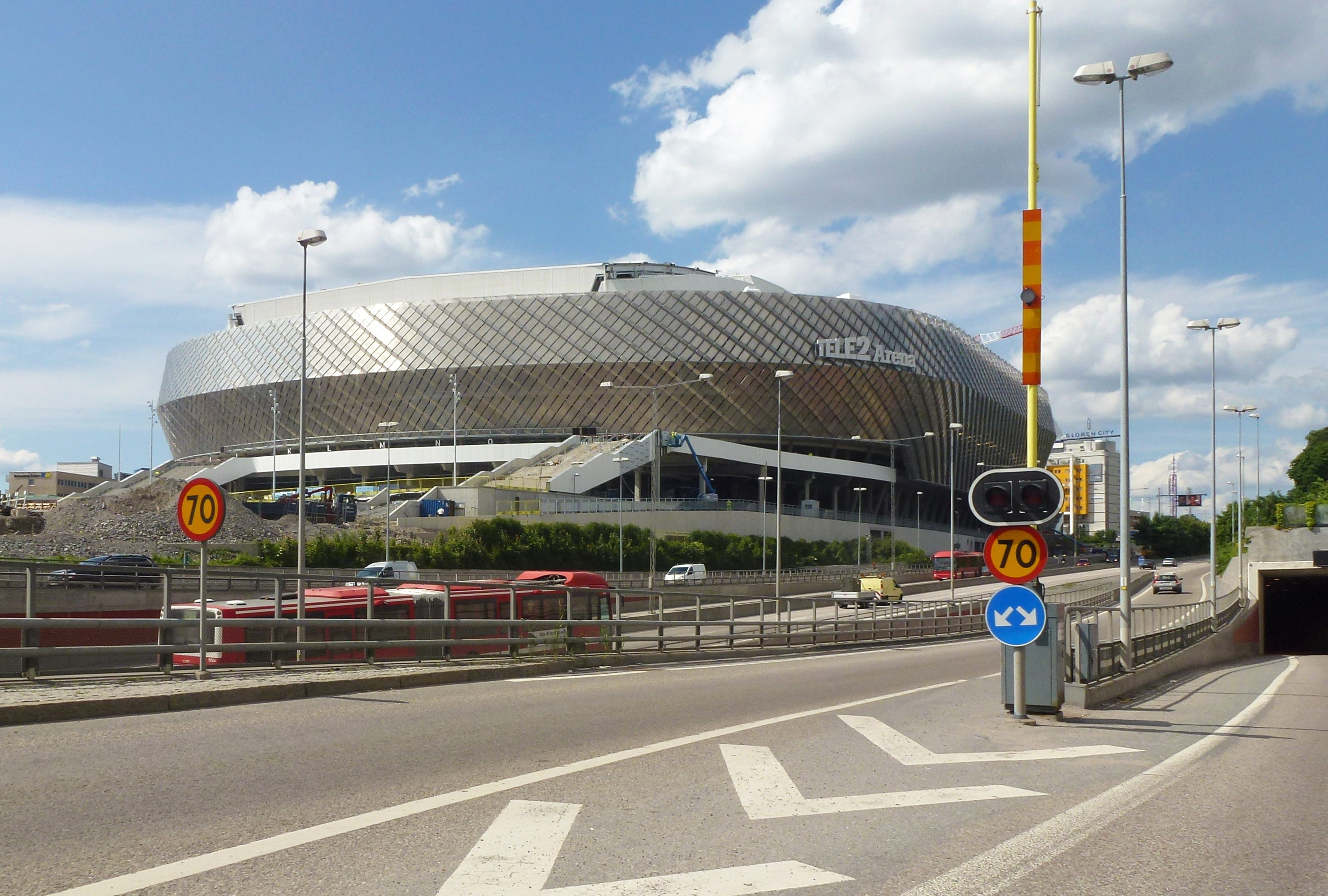
Tele2 Arena

Piłkarze Djurgårdens IF swoje mecze rozgrywali na Stadionie Olimpijskim w Sztokholmie, który może pomieścić od 13 145 do 14 500 kibiców. Został wybudowany na Igrzyska Olimpijskie w 1912 roku. Po Igrzyskach na stadionie swoje mecze rozgrywał największy rywal zespołu Djurgårdens IF, czyli AIK Fotboll. Po ich wyprowadzce w 1936, stadion do 2013 był areną zmagań Djurgårdens IF. Obecnie mecze rozgrywane są na stadionie Tele2 Arena, który może pomieścić ponad 30 000 ludzi.

## Zawodnicy

### Obecny skład
31 sierpnia 2024
| Nr | Poz. | Piłkarz                   |
| -- | ---- | ------------------------- |
| 2  | OB   | Piotr Johansson           |
| 3  | OB   | Marcus Danielson          |
| 4  | OB   | Jacob Une Larsson         |
| 5  | OB   | Miro Tenho                |
| 6  | PO   | Rasmus Schüller           |
| 7  | PO   | Magnus Eriksson (captain) |
| 8  | PO   | Albin Ekdal               |
| 9  | PO   | Haris Radetinac           |
| 11 | NA   | Deniz Hümmet              |
| 13 | PO   | Daniel Stensson           |
| 14 | PO   | Besard Šabović            |
| 15 | NA   | Oskar Fallenius           |
| 16 | PO   | Tobias Gulliksen          |
| 17 | OB   | Peter Therkildsen         |

| Nr | Poz. | Piłkarz                  |
| -- | ---- | ------------------------ |
| 18 | OB   | Adam Ståhl               |
| 19 | OB   | Viktor Bergh             |
| 20 | NA   | Tokmac Nguen             |
| 22 | PO   | Patric Åslund            |
| 23 | PO   | Gustav Wikheim           |
| 26 | NA   | August Priske            |
| 27 | OB   | Keita Kosugi             |
| 29 | NA   | Santeri Haarala          |
| 30 | BR   | Malkolm Nilsson Säfqvist |
| 35 | BR   | Jacob Rinne              |
| 40 | BR   | Max Croon                |
| 45 | BR   | Oscar Jansson            |
|    | PO   | Isak Alemayehu           |

### Piłkarze na wypożyczeniu
Stan na 3 listopada 2020
| Nr | Poz. | Piłkarz                                                  |
| -- | ---- | -------------------------------------------------------- |
|    | OB   | Jacob Une Larsson (w Panetolikos GFS do 30 czerwca 2023) |
|    | OB   | Axel Wallenborg (w Akademisk BK do 30 czerwca 2023)      |

| Nr | Poz. | Piłkarz                                         |
| -- | ---- | ----------------------------------------------- |
|    | PO   | Albion Ademi (w IFK Värnamo do 31 grudnia 2023) |

## Czołowi strzelcy
| Sezon | Liga        | Gracz(e)                                                                            | Gole |
| ----- | ----------- | ----------------------------------------------------------------------------------- | ---- |
| 1999  | Allsvenskan | Sharbel Touma                                                                       | 8    |
| 2000  | Superettan  | Samuel Wowoah                                                                       | 12   |
| 2001  | Allsvenskan | Jones Kusi-Asare                                                                    | 7    |
| 2002  | Allsvenskan | Kim Källström                                                                       | 12   |
| 2003  | Allsvenskan | Kim Källström                                                                       | 14   |
| 2004  | Allsvenskan | Andreas Johansson                                                                   | 11   |
| 2005  | Allsvenskan | Jones Kusi-Asare                                                                    | 12   |
| 2006  | Allsvenskan | Jones Kusi-Asare, Mattias Jonson                                                    | 6    |
| 2007  | Allsvenskan | Thiago Quirino                                                                      | 8    |
| 2008  | Allsvenskan | Sebastian Rajalakso                                                                 | 7    |
| 2009  | Allsvenskan | Patrik Haginge, Hrvoje Milić, Sebastian Rajalakso, Daniel Sjölund, Christer Youssef | 3    |
| 2010  | Allsvenskan | Kennedy Igboananike                                                                 | 9    |
| 2011  | Allsvenskan | Kennedy Igboananike, Joona Toivio                                                   | 6    |
| 2012  | Allsvenskan | Erton Fejzullahu                                                                    | 7    |
| 2013  | Allsvenskan | Amadou Jawo                                                                         | 12   |
| 2014  | Allsvenskan | Erton Fejzullahu                                                                    | 9    |
| 2015  | Allsvenskan | Nyasha Mushekwi                                                                     | 12   |
| 2016  | Allsvenskan | Michael Olunga                                                                      | 12   |
| 2017  | Allsvenskan | Magnus Eriksson                                                                     | 14   |
| 2018  | Allsvenskan | Aliou Badji, Tino Kadewere                                                          | 8    |
| 2019  | Allsvenskan | Mohamed Buya Turay                                                                  | 15   |
| 2020  | Allsvenskan | Fredrik Ulvestad                                                                    | 11   |
| 2021  | Allsvenskan | Edward Chilufya                                                                     | 8    |
| 2022  | Allsvenskan | Victor Edvardsen                                                                    | 9    |